# Alibek Pardakulov
Alibek Pardakulov (ur. 12 marca 1980) – uzbecki zapaśnik walczący w stylu wolnym. Srebrny medalista na igrzyskach centralnej Azji w 1999. Wicemistrz Azji juniorów w 1998 roku.